# Threnody
Threnody est un personnage de fiction, une super-vilaine mutante créée par Marvel Comics. Elle est apparue pour la première fois dans X-Men vol.2 #27, en 1993.

## Origine
Les origines de la mutante Threnody sont inconnues. Son véritable nom serait Melody Jacobs.
À sa première apparition, elle errait dans les rues de Los Angeles, se nourrisant de l'énergie dégagée par les décès des mutants provoqués par le virus Legacy, à moitié folle à cause des voix des morts qu'elle entendait. Son pouvoir explosa lors d'un pic de stress et elle tua deux policiers en patrouille. Elle fut recueillie par Mister Sinistre, qui lui fit croire qu'elle pourrait l'aider à trouver un remède au Virus, grâce à son don de détection.
Malicia, Iceberg et Le Fauve s'opposèrent au plan de Sinistre et à sa manière d'utiliser la jeune fille. Finalement, ils acceptèrent de la laisser avec Sinistre.
Quand on la revit, Sinistre l'avait aidé à guérir de sa folie, et il l'envoya espionner Nate Grey, fraichement débarqué de l'Ere d'Apocalypse. En fait, Threnody avait déjà commencé à enquêter sur le mutant surnommé X-Man, décelant chez lui un grand pouvoir, qui pourrait peut-être l'aider à mieux contrôler son don.
Elle échappa à la garde de Sinistre, qui envoya les Maraudeurs (en réalité des clones de ces derniers) la récupérer à Paris. Nate Grey tua tous les Maraudeurs, sauf Riptide à qui il implanta une image mentale montrant la mort de Threnody.
N'ayant nulle part où aller, Threnody suivit Nate en Suisse, où ils rencontrèrent Cable et Exodus. Ce dernier tenta de vampiriser la jeune mutante pour accroitre sa puissance. Mais Nate intervint et battit le terroriste. Dans le combat, il fut obligé de surexploiter son pouvoir.
Pour récupérer, le couple partit se reposer en Grèce. Là, ils furent attaqués par Holocauste, envoyé par Onslaught. Le terrifiant mutant, lui aussi échappé de l'Ere d'Apocalypse, fut blessé et mis en déroute.
De retour aux USA, Threnody fut de nouveau pourchassé par les Maraudeurs mais réussit à s'enfuir, pour finalement être reprise par Mister Sinistre, tout comme Nate Grey. Elle fut libérée par l'Abomination qui apparemment la connaissait. C'est finalement Nate Grey qui la sauva des griffes du monstre.
Nate et Threnody décidèrent de quitter le monde des super-héros et s'installèrent un temps à NYC. Là, Threnody fut tuée par Madelyne Pryor du Club des Damnés. Secrètement, elle se releva dans la morgue et disparut.
Après le M-Day, Threnody fait partie des mutants ayant conservé leurs pouvoirs. On ignore toutefois ses activités.

## Pouvoirs
- Threnody est une mutante ayant un lien avec la mort. Elle peut détecter les personnes en train de mourir.
- Proche d'une personne mourante, elle peut absorber l'énergie qui s'en échappe et la ré-utiliser sous la forme de rafales d'énergie. A une occasion, elle s'est aussi servie de l'énergie pour ralentir ses fonctions vitales et se faire ainsi passer pour morte.
- Elle peut aussi convertir l'énergie et faire se relever les morts, sous la forme de zombis.
- Ce type d'énergie est comme une drogue, et on l'a déjà vu aider des personnes à mourir, juste pour y goûter.
- Les zombis créés sont bien plus forts qu'un être humain et peuvent résister à des dégâts mortels (comme des démembrements). De même, Threnody récupère l'énergie lors de la mort des zombis. Mais elle peut décider de leur redonner pour les soigner, si ces derniers ne sont pas trop endommagés.
- Un autre pouvoir, peu maîtrisé, inclut l'absorption énergétique globale, c'est-à-dire de tout type d'énergie (psionique, télépathique, chaleur, …). On l'a ainsi vu absorber l'énergie cinétique de balles avant qu'elles ne percent sa peau.